# Сегонзак (Шаранта)
Сегонза́к (фр. Segonzac) — коммуна во Франции, находится в регионе Пуату — Шаранта. Департамент — Шаранта. Главный город кантона Сегонзак. Округ коммуны — Коньяк.
Код INSEE коммуны — 16366.
Коммуна расположена приблизительно в 410 км к юго-западу от Парижа, в 120 км южнее Пуатье, в 30 км к западу от Ангулема.

## Население
Население коммуны на 2008 год составляло 2156 человек.
| 1962 | 1968 | 1975 | 1982 | 1990 | 1999 | 2008 |
| ---- | ---- | ---- | ---- | ---- | ---- | ---- |
| 2253 | 2182 | 2230 | 2212 | 2176 | 2296 | 2156 |

## Климат
Климат океанический. Ближайшая метеостанция находится в городе Коньяк.
| Показатель                        | Янв. | Фев. | Март | Апр. | Май  | Июнь | Июль | Авг. | Сен. | Окт. | Нояб. | Дек. | Год   |
| --------------------------------- | ---- | ---- | ---- | ---- | ---- | ---- | ---- | ---- | ---- | ---- | ----- | ---- | ----- |
| Средний суточный максимум, °C     | 8,7  | 10,5 | 13,1 | 15,9 | 19,5 | 23,1 | 26,1 | 25,4 | 23,1 | 18,5 | 12,4  | 9,2  | 17,7  |
| Средняя температура, °C           | 5,4  | 6,7  | 8,5  | 11,1 | 14,4 | 17,8 | 20,2 | 19,7 | 17,6 | 13,7 | 8,6   | 5,9  | 12,5  |
| Средний суточный минимум, °C      | 2,0  | 2,8  | 3,8  | 6,2  | 9,4  | 12,4 | 14,4 | 14,0 | 12,1 | 8,9  | 4,7   | 2,6  | 7,8   |
| Норма осадков, мм                 | 80,4 | 67,3 | 65,9 | 68,3 | 71,6 | 46,6 | 45,1 | 50,2 | 59,2 | 68,6 | 79,8  | 80,0 | 783,6 |
| Источник: Relevé météo des Cognac |      |      |      |      |      |      |      |      |      |      |       |      |       |

## Администрация
| Период | Период | Фамилия         | Партия      | Примечания                                                 |
| ------ | ------ | --------------- | ----------- | ---------------------------------------------------------- |
| 1995   | 2008   | Жерар Раби      |             | винодел                                                    |
| 2008   | 2014   | Вероник Маранда | Новый центр | профессор экономики и управления, член генерального совета |

## Экономика
В 2007 году среди 1347 человек в трудоспособном возрасте (15—64 лет) 1013 были экономически активными, 334 — неактивными (показатель активности — 75,2 %, в 1999 году было 75,4 %). Из 1013 активных работали 928 человек (490 мужчин и 438 женщин), безработных было 85 (42 мужчины и 43 женщины). Среди 334 неактивных 92 человека были учениками или студентами, 137 — пенсионерами, 105 были неактивными по другим причинам.

## «Медленный город»
8 мая 2010 года Сегонзак стал первым французским городом, удостоенным звания «Медленный город». Это звание присваивается движением Cittaslow, которое выступает за улучшение жизни в городах за счет замедления темпа.

## Достопримечательности
- Церковь Сен-Пьер (XII век). Исторический памятник с 1932 года[4]
- Протестантский храм (1864 год). Исторический памятник с 1998 года[5]

## Города-побратимы
- Канцах (Германия)
- Сегондзано (Италия)

## Фотогалерея

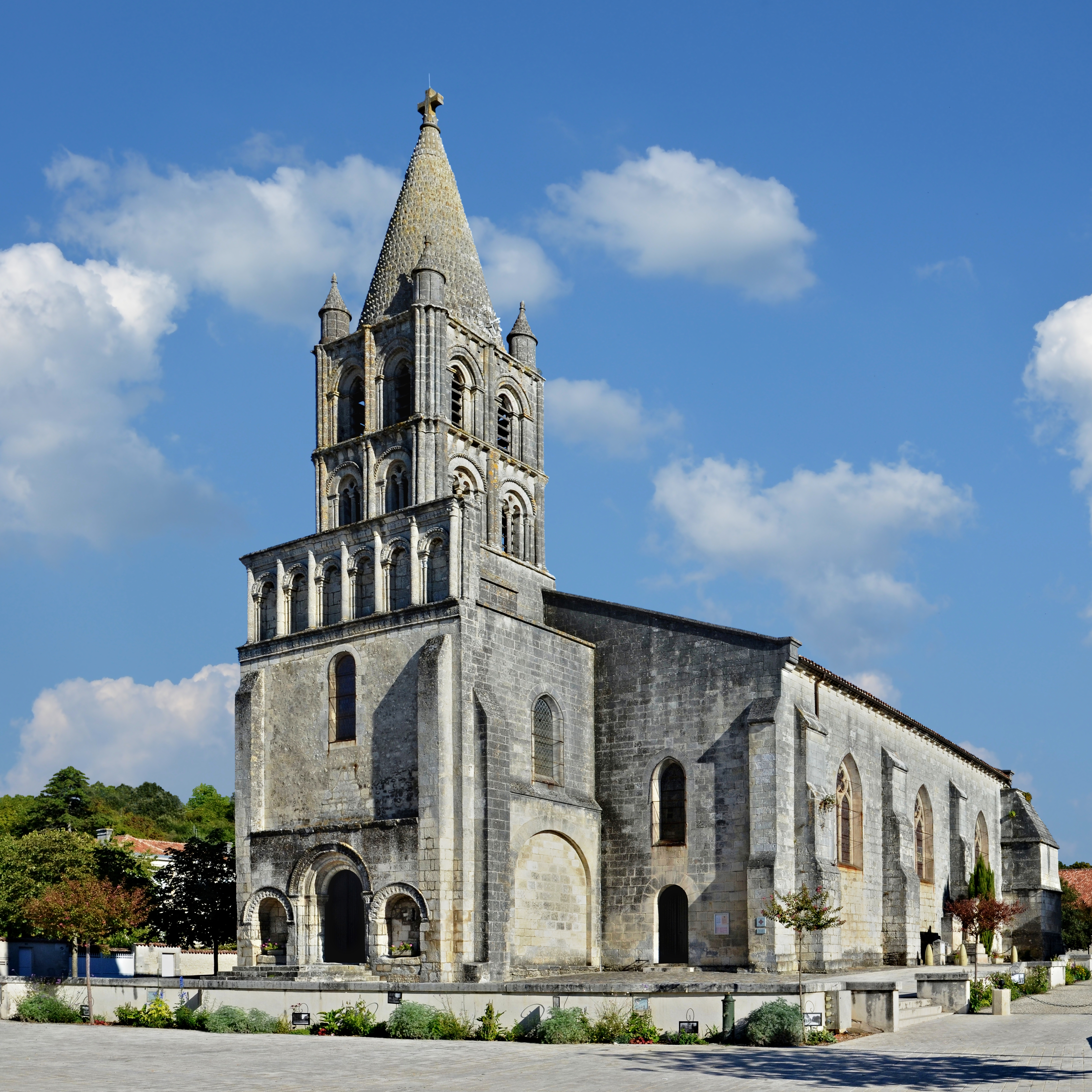
Церковь Сен-Пьер
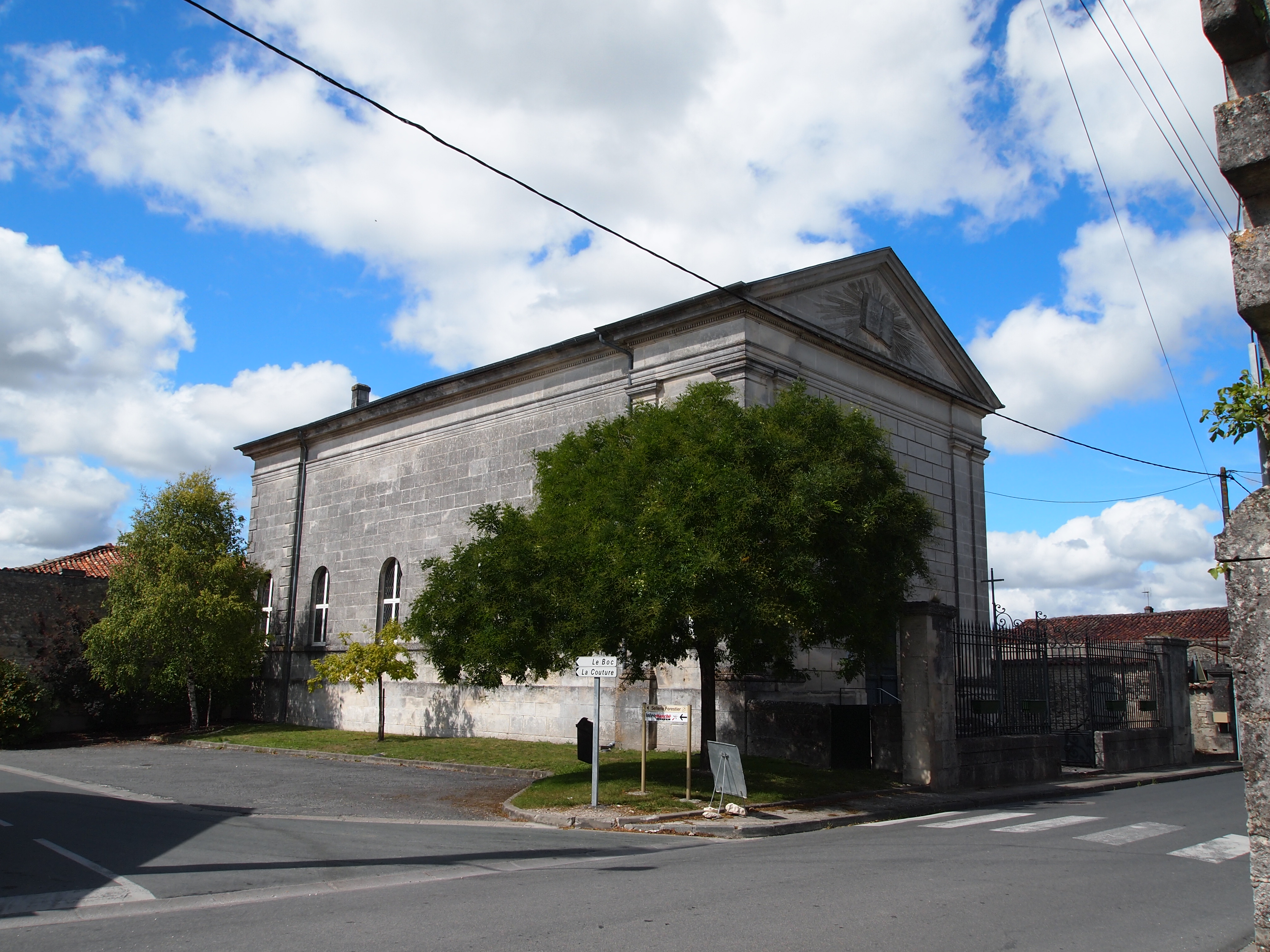
Протестантский храм
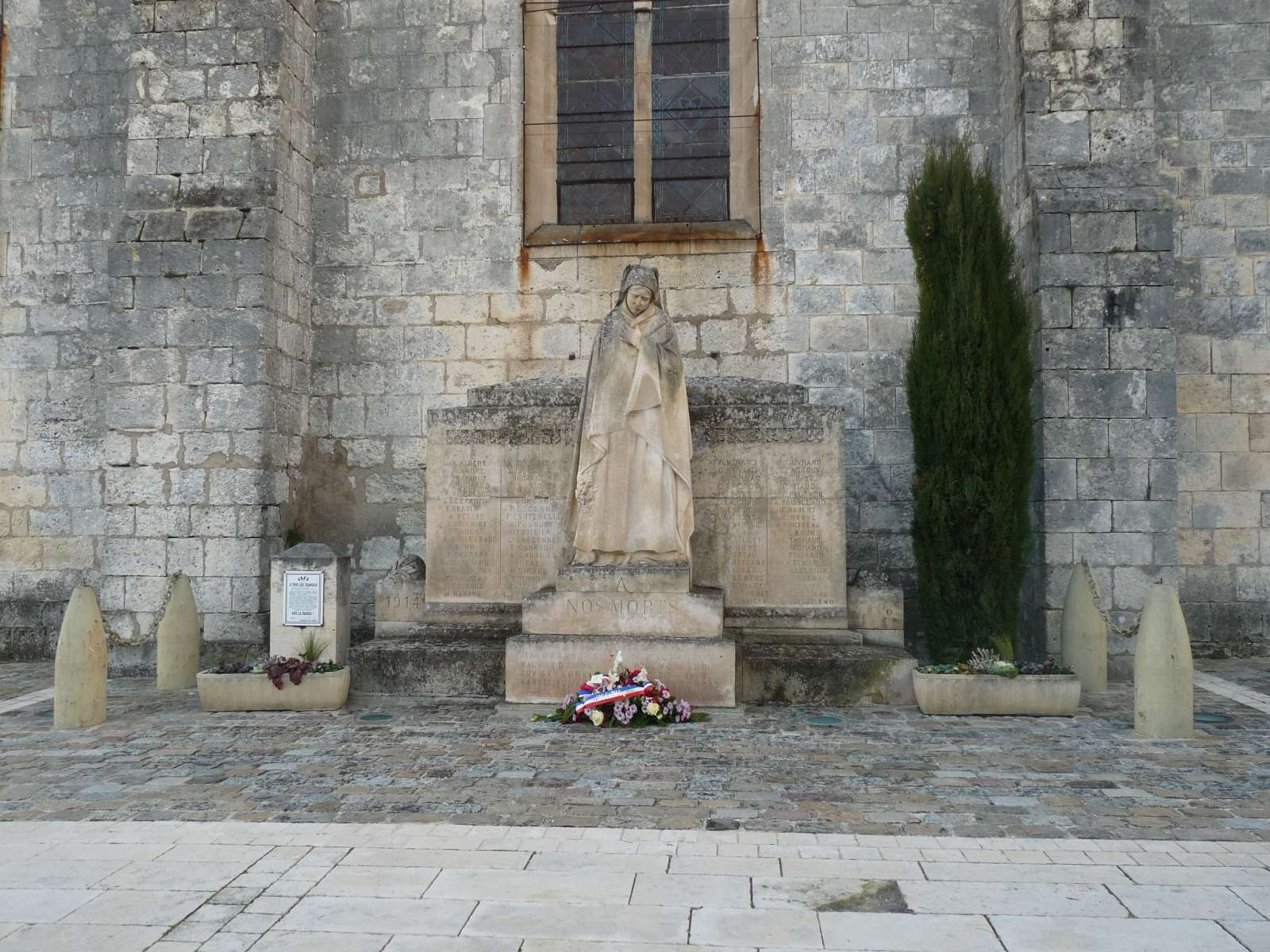
Военный мемориал
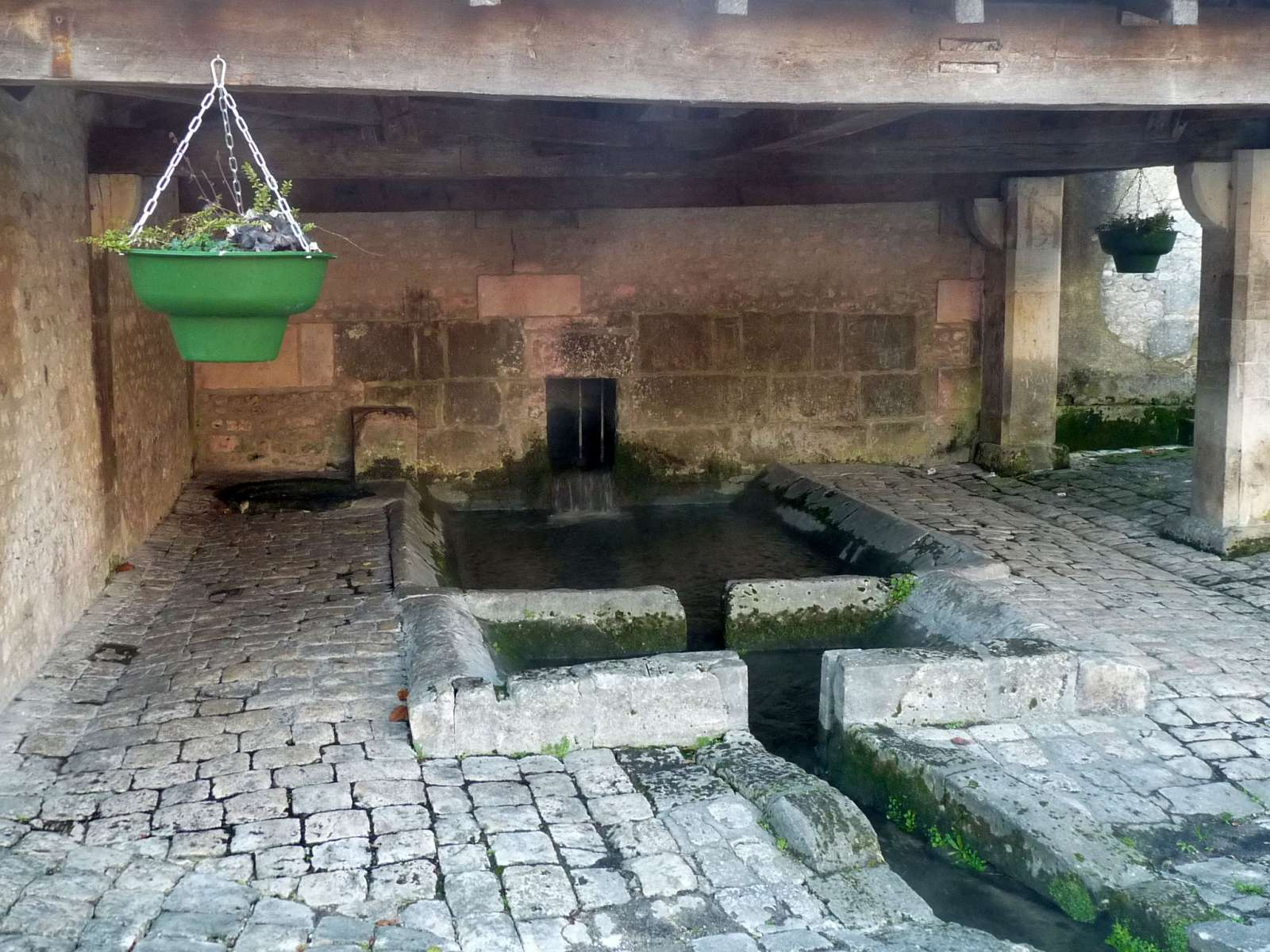
Общественная прачечная